# Комрей, Геррит
Геррит Комрей (нидерл. Gerrit Jan Komrij; 30 марта 1944, Винтерсвейк — 5 июля 2012, Амстердам) — нидерландский поэт, писатель, полемист, литературный критик, переводчик и драматург.

## Биография
Закончил Амстердамский университет, где изучал западноевропейскую литературу. Дебютировал книгой стихов в 1968. В 1969 возглавил литературный журнал Maatstaf. Основал журнал поэзии Аватер (по названию знаменитой поэмы Нейхофа). Большое влияние на формирование литературного канона Нидерландов оказали выпущенные этим последовательным иконоборцем в 1970—1990-х годах антологии нидерландской поэзии XVII—XVIII и XIX—XX вв., поэзии на языке африкаанс, стихов для детей, вызвавшие оживленную полемику.
С начала 1980-х переехал в Португалию, где с тех пор по большей части и жил (Алвитеш, Оливейра-ду-Ошпитал).
Соболезнования в связи с кончиной Геррита Комрея выразила королева Беатрикс.

## Творчество
Герритта называли поэтом Абсурдистана. Кроме книг стихов и рассказов, ему принадлежат несколько полубиографических сочинений — Уничтоженная Аркадия (1980), Демоны (2003) и др. Переводил Шекспира. Как поэт сотрудничал с нидерландским ансамблем старинной музыки Camerata Trajectina. На его либретто написаны оперы Пир (1989) Петера Схата, Чужестранные мотивы (2001) Антониу Шагаса Розы. В 2006 издал книгу Какафония Комрея: энциклопедия дерьма.
Нередко выступал под псевдонимами.

### Избранные книги
Стихотворения
- Магдебургские полушария и другие стихи/ Maagdenburgse halve bollen en andere gedichten (1968)
- Патентованный будильник Комрея/ Komrij’s Patentwekker (1974)
- Бык на колокольне/ De os op de klokketoren (1982)
- Два мира/ Twee werelden (1987)
- Дым без огня/ Rook zonder vuur (1998)
- 52 сонета на конец века / 52 Sonnetten bij het Verglijden van de Eeuw (2000)
- Миражи/ Luchtspiegelingen (2001)

Проза
- Бизнес-ланч в Синтре и другие португальские истории/ Een zakenlunch in Sintra en andere Portuguese verhalen, новеллы (1995)
- Полтергейст/ De klopgeest, роман (2001)

## Признание
- Поэтическая премия города Амстердам (1970).
- Премия Германа Гортера (1982).
- Премия П. К. Хофта (1993).
- Премия Золотая Сова (1999).
- Звание национального поэта-лауреата (2000—2004; nl:Dichter des Vaderlands).
- Премия Серебряный грифель за стихи для детей (2008).